# Marcomanni
I Marcomanni erano un'antica popolazione germanica. Furono menzionati per la prima volta da Cesare come facenti parte dell'esercito di Ariovisto e forse anche della prima invasione dell'epoca di Gaio Mario (erano Suebi). Vivevano tra il Reno, il Meno ed il Danubio superiore (zona precedentemente occupata dagli Elvezi) fino alla fine del I secolo a.C. Più potenti e famosi delle popolazioni suebiche come loro dei Naristi (a sud-ovest) e dei Quadi (a sud-est).

## Storia

### Da Augusto a Claudio (12 a.C. - 50 d.C.)

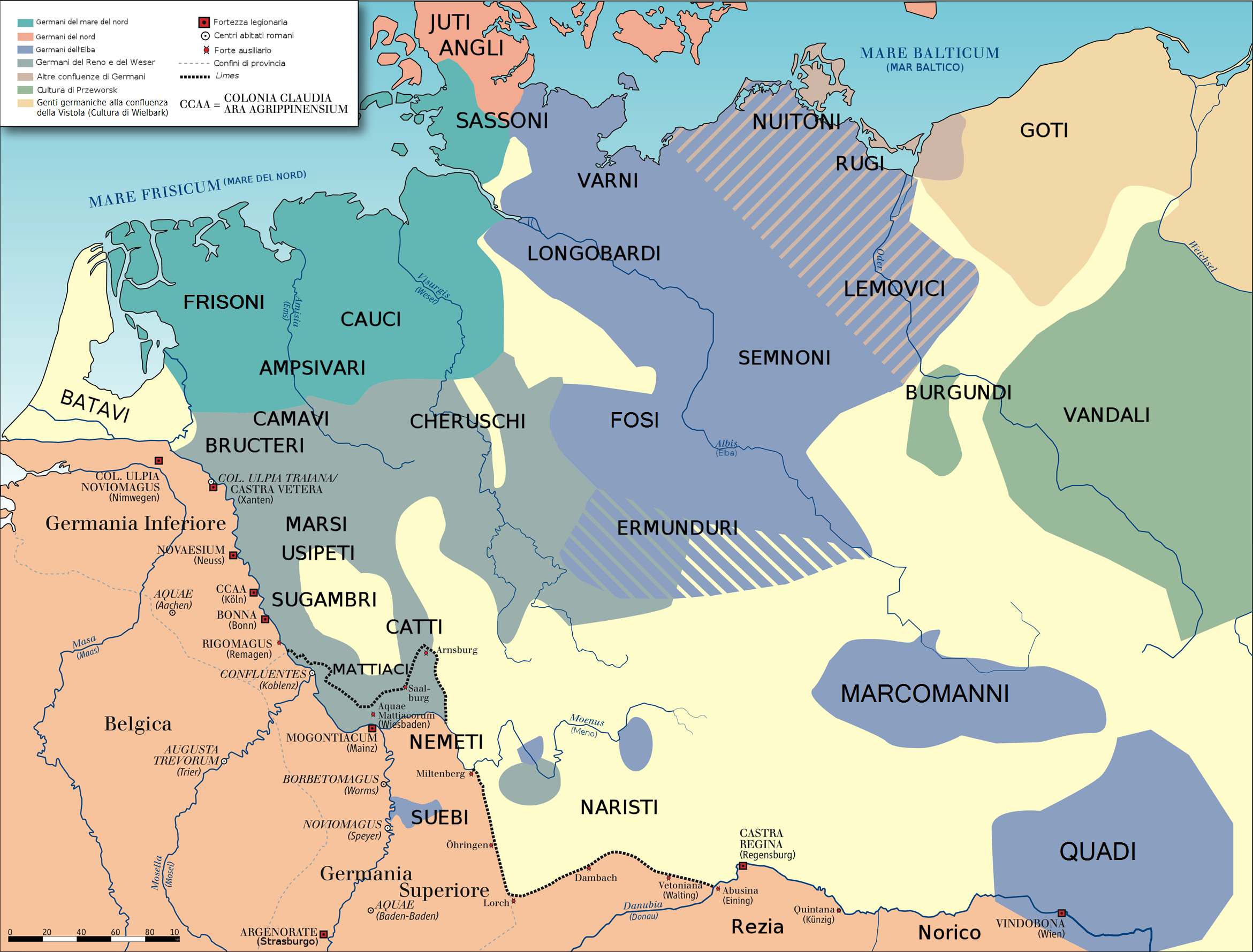
Il popolo dei Marcomanni si trovava a nord dell'alto Danubio, in Boemia attorno al 50, durante l'Impero di Claudio.

Sconfitti da Druso maggiore nel 9 a.C., furono guidati dal loro re Maroboduo (tra il 9-7 a.C.) verso est, nell'attuale Boemia e Moravia (a nord di Carnuntum, odierna Altenburg in Austria), penetrando nel paese dei Boi (di chiara origine celta). Là furono a capo di una confederazione di popoli germanici (Naristi e Quadi), che si estendeva fino alla pianura ungherese. Sotto il loro re Maroboduo raggiunsero una vera e propria egemonia nella zona. Vi fondarono un potente regno che, dopo aver dominato su molte delle circostanti tribù germaniche, si sgretolò presto in una lotta contro i vicini Cherusci di Arminio (18 d.C. circa). Riuscirono a scampare al pericolo di un'invasione e all'occupazione romana della Boemia nel 6 d.C., quando le armate romane guidate da Tiberio, si fermarono a soli 5 giorni di marcia dagli avamposti marcomanni.
In seguito Maroboduo fu cacciato da un giovane nobile, un certo Catualda, che in passato era stato mandato in esilio, avendo approfittato della sconfitta del vecchio sovrano. Maroboduo chiese, a quel punto, asilo politico a Tiberio, che glielo accordò mandandolo a vivere a Ravenna. Catualda, impadronitosi del potere, non durò a lungo. Nel 19-20 affrontò un esercito di Ermunduri, capitanato da un certo Vibilio, ma venne sconfitto sonoramente, tanto da richiedere anch'egli asilo ai Romani. Tiberio accolse anche lui e lo inviò a Forum Iulii nella Gallia Narbonense.
Ora era insediato sul trono di Marcomanni e Quadi un re filo-romano, un certo Vannio, il quale regnò per numerosi anni, dal 19 al 50. Alla fine del suo regno, Tacito racconta che Vannio fu cacciato dagli stessi Suebi, grazie anche all'aiuto del re degli Ermunduri, il solito Vibilio, e dei Lugi, e che l'imperatore Claudio preoccupato, pur essendosi rifiutato di intervenire direttamente in questa contesa, ordinò al governatore della Pannonia, Sesto Palpellio Istro:
I figli della sorella di Vannio, Vangio e Sidone si spartirono il grande regno dei Suebi (Quadi e Marcomanni) mantenendo verso Roma assoluta lealtà, mentre Vannio con la sua corte fu sistemato in Pannonia.

### Da Domiziano ad Antonino Pio (89-161)
Nuovi scontri con i Romani si ebbero lungo il fronte danubiano sotto l'imperatore Domiziano durante gli anni del primo conflitto contro i Daci di Decebalo. Marcomanni, Quadi e Sarmati Iazigi, non avendo fornito in qualità di popolazioni clienti il necessario aiuto a Roma contro Decebalo, furono attaccati con intento punitivo dagli eserciti romani. La guerra si protrasse con esito incerto ed altalenante per circa un decennio: dall'89 al 97 d.C., quando fu definitivamente rinegoziata con loro la pace dal futuro imperatore, Traiano, che per questi successi ottenne il titolo di Germanicus e l'adozione imperiale da parte di Nerva (96-98 d.C.).
Nuovi scontri si ebbero ancora sotto l'imperatore Adriano, quando il potenziale successore, Elio Cesare (morto nel 138), fu inviato per un paio d'anni, tra il 136 e il 137 d.C., lungo il fronte pannonico (Carnuntum) a combatterli, e li vinse.

### Sotto Marco Aurelio

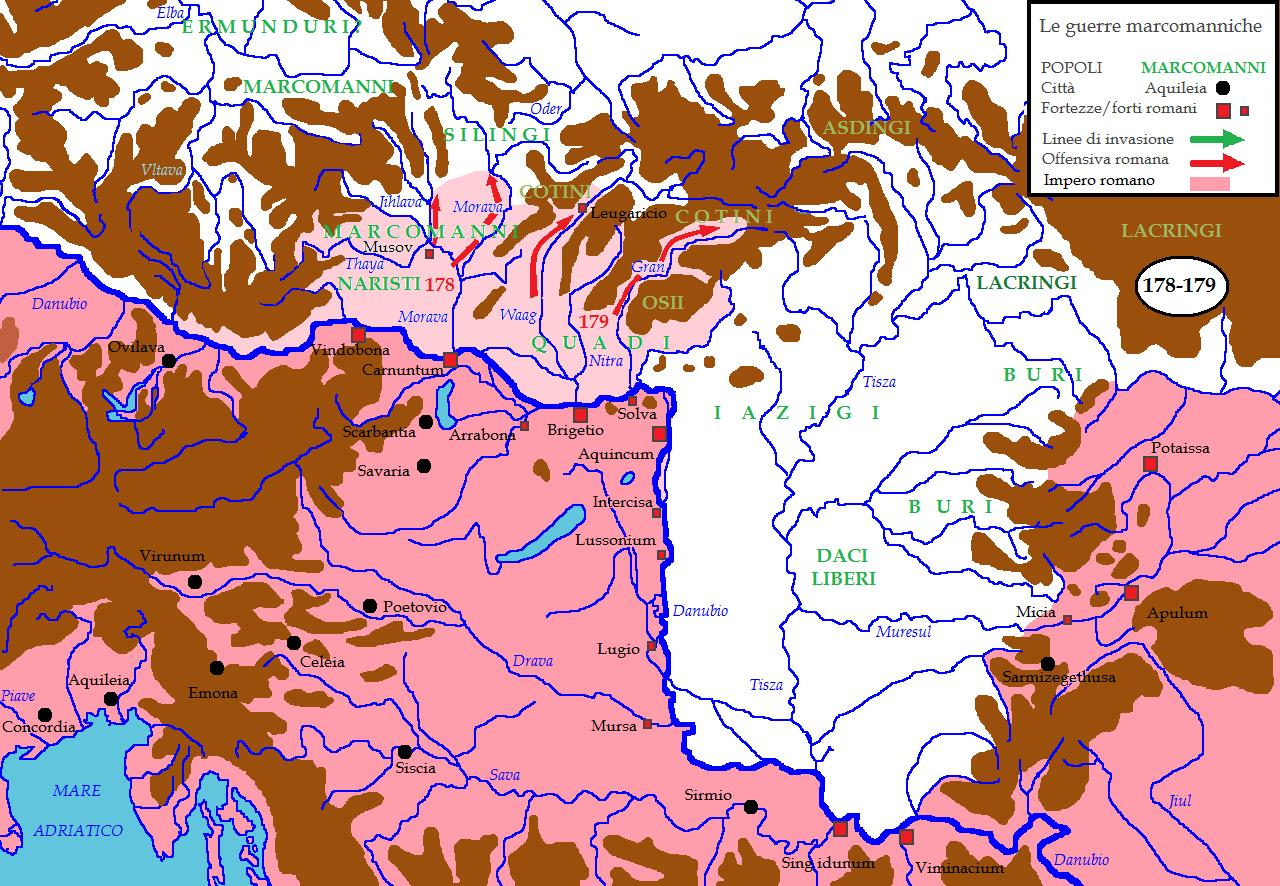
Le Guerre marcomanniche, combattute nella (progettata) regione della Marcomannia

La grande invasione del 167/170 rese di nuovo famosi i Marcomanni, dando inizio ad una guerra durata per circa un ventennio sotto gli imperatori Marco Aurelio ed il figlio Commodo: le cosiddette guerre marcomanniche, così ben rappresentate sulla Colonna di Marco Aurelio di Piazza Colonna a Roma.
Marco Aurelio, sebbene avesse una personalità tutt'altro che bellicosa (come testimonia anche la sua appartenenza alla dottrina dello stoicismo), fu costretto a passare interi anni lungo il fronte danubiano per combattere queste popolazioni, che avevano formato una grande e potente coalizione politico-militare. Questo passaggio dalla dispersione anarchica al raggruppamento organizzato conferì alla pressione delle tribù sul confine una forza allora mai raggiunta. Si trattava di ben 11 tribù (Marcomanni inclusi), tra cui: Longobardi, Obii, Vandali Victuali, Quadi, Naristi, Cotini, forse anche Buri, Vandali Asdingi e Lacringi, oltre ai Iazigi; che scelsero come loro portavoce il re dei Marcomanni, Ballomar. La stessa Historia Augusta ci tramanda che furono proprio i Marcomanni ed i Vandali Victuali a “provocare disordini ovunque" lungo il fronte pannonico.
La guerra, molto violenta e vinta alla fine dall'esercito romano, segnò la fine della pax romana, periodo iniziato con l'imperatore Traiano, il quale, dopo aver consolidato i domini dell'Impero, aveva avviato un lungo periodo caratterizzato da stabilità politica e benessere economico senza alcun conflitto bellico esterno (ovvero di conquista), continuata anche sotto gli imperatori Adriano ed Antonino Pio.

### Dal III secolo alla caduta dell'Impero romano d'Occidente
Dei Marcomanni e dei vicini Quadi, si sa che rimasero relativamente tranquilli durante la Dinastia dei Severi. Ripresero le armi sotto la spinta di altri popoli come i Vandali e i Iutungi verso la metà del III secolo. Si racconta che al tempo dell'Imperatore Gallieno, quest'ultimo concesse ad alcune tribù di Marcomanni di insediarsi nella Pannonia romana a sud del Danubio, probabilmente per ripopolare le campagne devastate dalle invasioni dei decenni precedenti, e - cosa curiosa - contrasse un matrimonio secondario con la figlia di un loro principe.
(Sesto Aurelio Vittore, De Vita et Moribus Imperatorum Romanorum, 33.6.)
Nella primavera del 357 la consueta coalizione tra Marcomanni e Quadi, cui si erano uniti anche i Sarmati iranici, tornò ad agitarsi sul Danubio, invadendo e saccheggiando Rezia, Pannonia e Mesia. Le razzie furono arginate da Costanzo II, che operò sia militarmente sia diplomaticamente, anche assegnando nuove aree d'insediamento ad alcune tribù della coalizione. Di loro si perdono le tracce dopo la campagna condotta da Valentiniano I nei loro confronti.

## Società

### Forme di governo
I Marcomanni, come i vicini quadi, furono almeno a cavallo del I secolo a.C. e I secolo d.C. governati da re, percorrendo la linea dinastica di Maroboduo. In seguito, gli furono dati principi stranieri, d'accordo con l'amministrazione imperiale romana, che ne pagava un tributo per mantenerne la loro alleanza e amicizia.

## Economia

### Commercio con l'impero romano
Lo storico Tacito ci racconta che al tempo di Maroboduo, dopo che Tiberio aveva stabilito con lo stesso un trattato di amicitia con il popolo romano, erano presenti nella capitale dei Marcomanni, in Boemia, un gran numero di vivandieri e commercianti. Non dimentichiamo che i Marcomanni si erano qui stabiliti alla fine del I secolo a.C., che un giovane Maroboduo era stato in Italia e che lo stesso incoraggiò il commercio anche in segno di distensione con il vicino alleato romano. Alla Boemia si accedeva facilmente seguendo la via dell'ambra che, passando attraverso Carnuntum sul Danubio (alla confluenza con la Morava), giungeva da Aquileia.
Quasi due secoli più tardi, dopo la sconfitta dei Marcomanni (173 ca.), l'imperatore romano Marco Aurelio «fissò i luoghi e i giorni per il commercio degli stessi, poiché non erano stati fissati in precedenza». Ancora Tacito alla fine del I secolo, nello scrivere la sua Germania, scrisse che si potevano trovare tra queste popolazioni dei vasi d'argento, dati in dono agli ambasciatori e ai loro capi tribù, mentre la loro forza dipendeva ancora dall'autorità di Roma che spesso li finanziava con denarii. Comunque sia dai ritrovamenti archeologici in Boemia, risultano numerosi i vasi italici in bronzo del I secolo, insieme soprattutto a monete d'argento e d'oro. Poi questi oggetti di importazione dall'Impero romano si diffusero verso nord, attraverso le valli fluviali fino al Mare del Nord e al Mar Baltico.